# Hugo Silva Endeiza
Hugo Silva Endeiza (Tongoy, Región de Coquimbo, 1892-Santiago, 1979) fue un periodista y escritor chileno especializado en crónica, y director de varios medios de comunicación de su país. Participó como actor en la primera película chilena, dirigida por Pedro Sienna, titulada El húsar de la muerte.
Fue hermano de Victor Domingo Silva Endeiza, también escritor y poeta.

## Biografía
Se inició en el periodismo a la edad de 14 años, cuando comenzó a trabajar como reportero del diario El Chileno de Valparaíso. Trabajó en el diario El Mercurio como redactor de cables y corrector de pruebas, y en 1916 asumió como director de La Provincia de Iquique. Sus crónicas se hicieron populares cuando escribía en el diario La Nación bajo el pseudónimo de Julio César.
Incursionó en la literatura y publicó su primera y única novela, Pacha Pulai (1945), que se ha mantenido en el tiempo como uno de los textos de lectura obligatoria para los escolares de Chile.
En 1955 recibió el Premio Nacional de Periodismo en la categoría de Crónica, y formó parte de la Academia Chilena de la Lengua.